# Bistum Faenza-Modigliana
Das in Italien gelegene Bistum Faenza-Modigliana (lateinisch Dioecesis Faventina-Mutilensis, italienisch Diocesi di Faenza-Modigliana) ist eine Diözese der römisch-katholischen Kirche in der Kirchenregion Emilia-Romagna mit Sitz in Faenza.
Das Bistum Faenza-Modigliana entstand am 30. September 1986 durch die Vereinigung der vormals selbständigen Bistümer Faenza und Modigliana. Heute untersteht es als Suffraganbistum dem Erzbistum Bologna.

## Weblinks

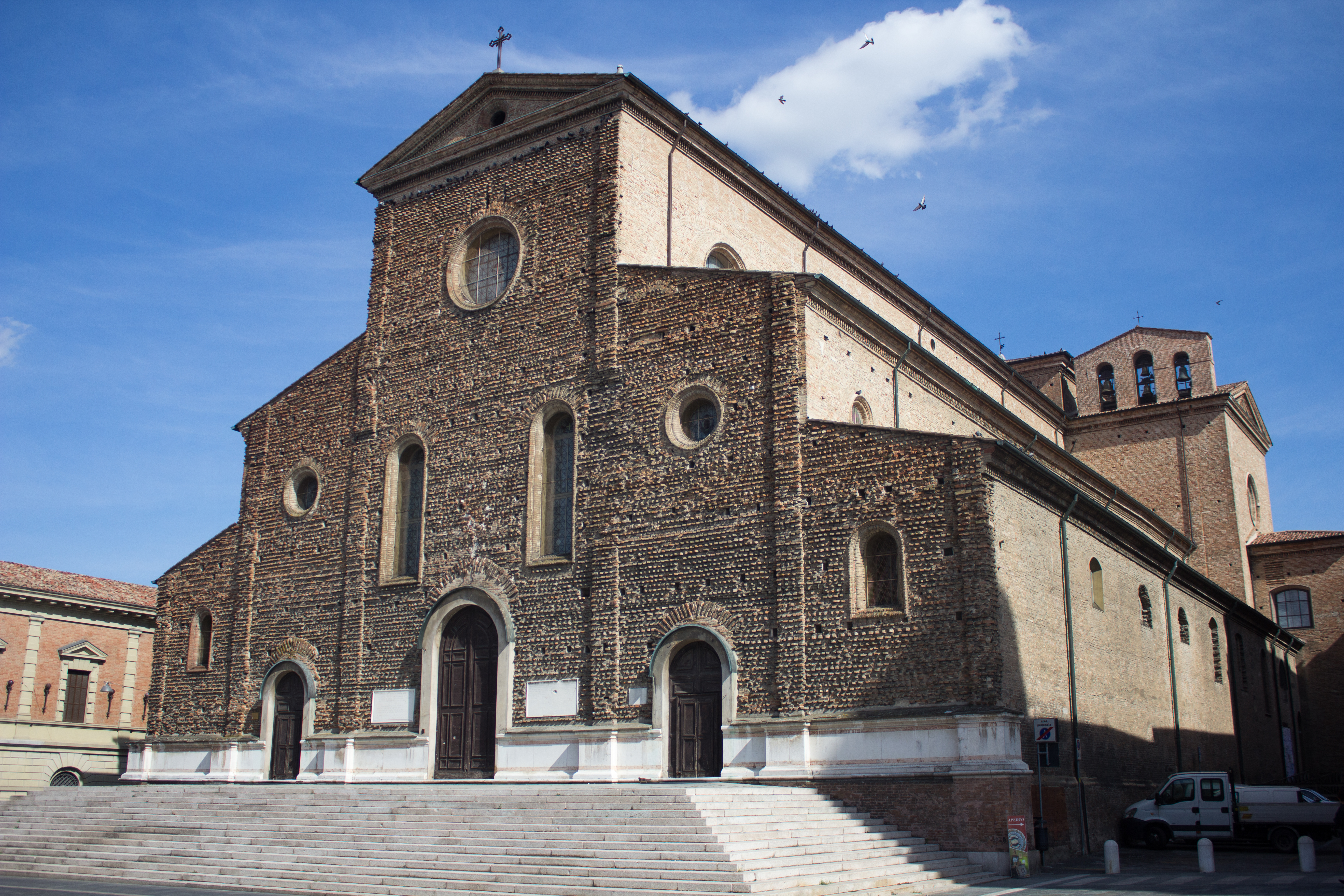
Kathedrale San Pietro in Faenza